# Hylotelephium anacampseros
Espèce
Hylotelephium anacampseros, l'orpin courbé ou orpin bleu, est une espèce de plantes succulentes montagnarde de la famille des Crassulaceae.
Synonyme :
- Sedum anacampseros

## Description
Plante haute de 15 à 25 cm à la souche épaisse émettant des tiges stériles couchées et des tiges fertiles dressées portant de nombreuses fleurs roses ou violacées formant des inflorescences très denses. Floraison en juillet - aout.

## Habitat
Rochers siliceux des Alpes et des Pyrénées.
En Suisse, on le rencontre principalement dans le Valais occidental. La plante est protégée dans le canton de Vaud.